# Carneiro-de-soay
Os carneiros-de-soay (Ovis aries) são uma raça primitiva de carneiros de pêlo descendentes de uma população de carneiros selvagens da ilha de Soay na Escócia. 

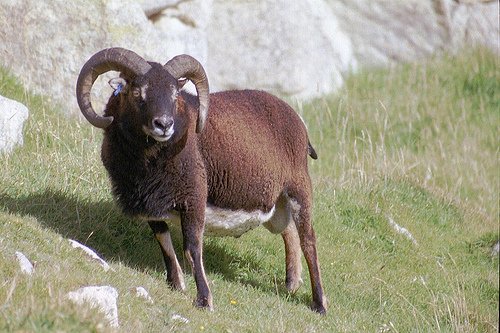
Soay, St. Kilda, Escócia.

São similares ao Muflão e, embora suas origens sejam incertas, acredita-se que  tenham sido levados para a ilha, parte do arquipélago do St. Kilda, durante a Idade do Bronze. São muito menores do que os carneiros domésticos modernos, mas acredita-se que eram mais fortes. Um número de carneiros foi trasladado de Soay para a ilha de Hirta pelo Marquês de Bute em 1930, após a população humana ser evacuada. A população não é alterada e é assunto de estudo científico desde 1950. Essa população é um modelo ideal para os cientistas que pesquisam evolução, dinâmica da população e a demografia, porque a população não é alterada, é fechada (nenhuma emigração ou imigração) e não possui concorrentes ou predadores significativos. 

## Características da Raça
Os carneiros de Soay são uma raça pequena, primitiva de carneiros escoceses que perdem sua lã por conta própria, e têm as caudas curtas. As ovelhas são mochas ou com chifres e os carneiros possuem chifres. São na maioria de cor marrom ou tan com uma barriga branca, um remendo branco na traseira e/ou um remendo branco sob o queixo, (referido ao Muflão ou padrão selvagem). Ocasionalmente ocorrem manchas brancas na cara e/ou no corpo e nos pés. Raros exemplares de uma cor só (cor sólida sem marcas) preto ou o tan são vistos também.